# Campagna di Keichō Dewa
La campagna di Keichō Dewa (慶長出羽合戦?, Keichō dewa kassen) avvenne nel 1600 in Giappone, e viene considerata come la Sekigahara del Nord. Uesugi Kagekatsu, alleato di Ishida Mitsunari, invase il sud della provincia di Dewa per attirare le armate di Tokugawa Ieyasu a nord di Edo e lasciare sguarnito il centro del Giappone. Tuttavia Kagekatsu venne sconfitto dalle armate congiunte di Mogami Yoshiaki e Date Masamune, alleati Tokugawa.

## Uesugi e Mogami
Tra il clan Uesugi e Mogami esistevano attriti da numerosi anni per il controllo del distretto di Shōnai. Nel 1587 Mogami Yoshiaki appoggiò una ribellione che scacciò la famiglia Daihoji da Shōnai, costringendo Daihoji Yoshioki al suicidio. Daihouji Yoshikatsu, figlio adottivo di Yoshioki, ma naturale di Honjō Shigenaga, riuscì a fuggire e a chiedere aiuto al clan Uesugi, di cui Shigenaga era servitore. Appoggiato dagli Uesugi tornò nel distretto e nel 1588, durante la battaglia di Jūgorigahara, sconfisse e scacciò i Mogami. Toyotomi Hideyoshi assegnò il distretto agli Uesugi, che lo fecero governare da Shigenaga. Verso la fine del 1588 il clan Uesugi venne spostato dalla provincia di Echigo al dominio di Aizu così i Mogami, che avevano la propria roccaforte nel castello di Yamagata, si trovarono con i confini a ovest e a sud pericolosamente vicini ai territori Uesugi. Naoe Kanetsugu inoltre si affrettò a costruire un collegamento fortificato tra Yonezawa, capitale Uesugi, e Shōnai.

## Shiroishi
Quando Uesugi Kagekatsu provocò Ieyasu non rispondendo alle sue richieste di informazioni, quest'ultimo ebbe, il 12 luglio, un incontro a Osaka per pianificare la punizione degli Uesugi, e vi partecipano Date Masamune, Mogami Yoshiaki, Satake Yoshinobu, Nanbu Toshinao, Akita Sanesue e altri daimyō del nord vicini ai Tokugawa. All'inizio di settembre avvenne l'assedio di Shiroishi durante il quale i Date strapparono un importante castello agli Uesugi. A questo punto Kagekatsu decise di radunare un'armata e invadere i territori Mogami. Delegò l'intera condotta a Naoe Kanetsugu che entrò nei territori Mogami il 14 ottobre ed organizzò tre eserciti separati per spostarsi contro il castello di Yamagata dei Mogami. Il suo corpo principale di 20 000 uomini girò attorno all'area del castello per avvicinarsi da ovest mentre la sua seconda divisione di 4 000 uomini guidati da Honmura Chikamori si diresse contro il castello di Kaminoyama a sud di Yamagata, che era detenuto da Satomi Minbu. Nel frattempo un terzo esercito si avvicinò da Shōnai a nord di Yamagata.

## Assedio di Hataya
Il 18 ottobre il corpo principale di Kanetsugu incontrò il loro primo ostacolo nel castello di Hataya, difeso da Eguchi Akikiyo (noto anche come Eguichi Gohei). Venuto a conoscenza dell'avanzata dell'esercito Uesugi, diede l'ordine di scavare i fossati e rafforzare i muri. Il suo presidio era composto da determinati combattenti e il morale fu aiutato durante l'assedio quando un ninja si infiltrò nell'accampamento di Naoe e riportò una bandiera di battaglia, che fu poi affissa come beffa nella porta principale. Mogami Yoshiaki ordinò a Eguchi di ritirarsi ma questi si rifiutò lottando ferocemente contro gli assedianti. Naoe Kanetsugu alla fine conquistò il castello, poiché il presidio Eguchi era formato da soltanto 500 uomini. Ma nell'attacco morirono circa 1 000 uomini Uesugi. Eguchi Akikiyo alla fine si suicidò.

## Assedio di Kaminoyama
Il 23 ottobre la seconda forza dell'esercito di Uesugi proveniente da Shōnai attaccò il castello di Kaminoyama; l'esercito Uesugi aveva circa 4 000 soldati e Satomi Minbu, comandante del castello di Kaminoyama, ne aveva solo 500. Ma l'esercito Mogami nascose in anticipo una piccola forza e fece un attacco a tenaglia alle forze Uesugi che si trovavano di fronte al castello. Questo inatteso contrattacco causò molte perdite alle forze Uesugi, compreso il loro comandante Honmura Chikamori. Il contingente Uesugi non riuscì a conquistare il castello e rimase bloccato mentre il corpo principale di Kanetsugu arrivò al castello di Hasedō.

## Assedio di Hasedō
Kanetsugu arrivò al castello di Hasedō il 21 ottobre, giorno della battaglia di Sekigahara. Hasedō era governato per i Mogami da Shimura Akiyasu che aveva con sé circa 1 000 uomini. Hasedō era certamente più grande del castello di Hataya e la mancanza d'urgenza suggerisce che Naoe Kanetsugu, capo delle forze Uesugi, non fosse a conoscenza del fatto che le forze Mogami e Date avevano manovrato dietro le linee Uesugi senza essere scoperte. Nei 15 giorni seguenti Akiyasu riuscì a resistere scatenando una guerra di logoramento contro gli assedianti. Date Masamune delegò il comando delle forze Date a suo zio Rusu Masakage, e quest'ultimo unì le sue forze a quelle Mogami a est di Hasedō. Scoperto l'approccio delle forze nemiche, Kanetsugu ordinò un attacco totale al castello. La sua avanguardia guidata da Kasuga Mototada combatté coraggiosamente, ma fu fermata sulle mura del castello da un feroce fuoco di archibugi. Kanetsugu ordinò quindi un ritiro tattico. Rimase una piccola forza d'assedio e continuarono i combattimenti, duranti i quali il generale Kamiizumi Yasutsuna venne ucciso.
Poco dopo, tuttavia, arrivarono le notizie della vittoria di Tokugawa Ieyasu a Sekigahara, e così Naoe richiamò un completo ritiro di tutte le sue forze a Yonezawa, mettendo fine alle sue campagne nel nord.

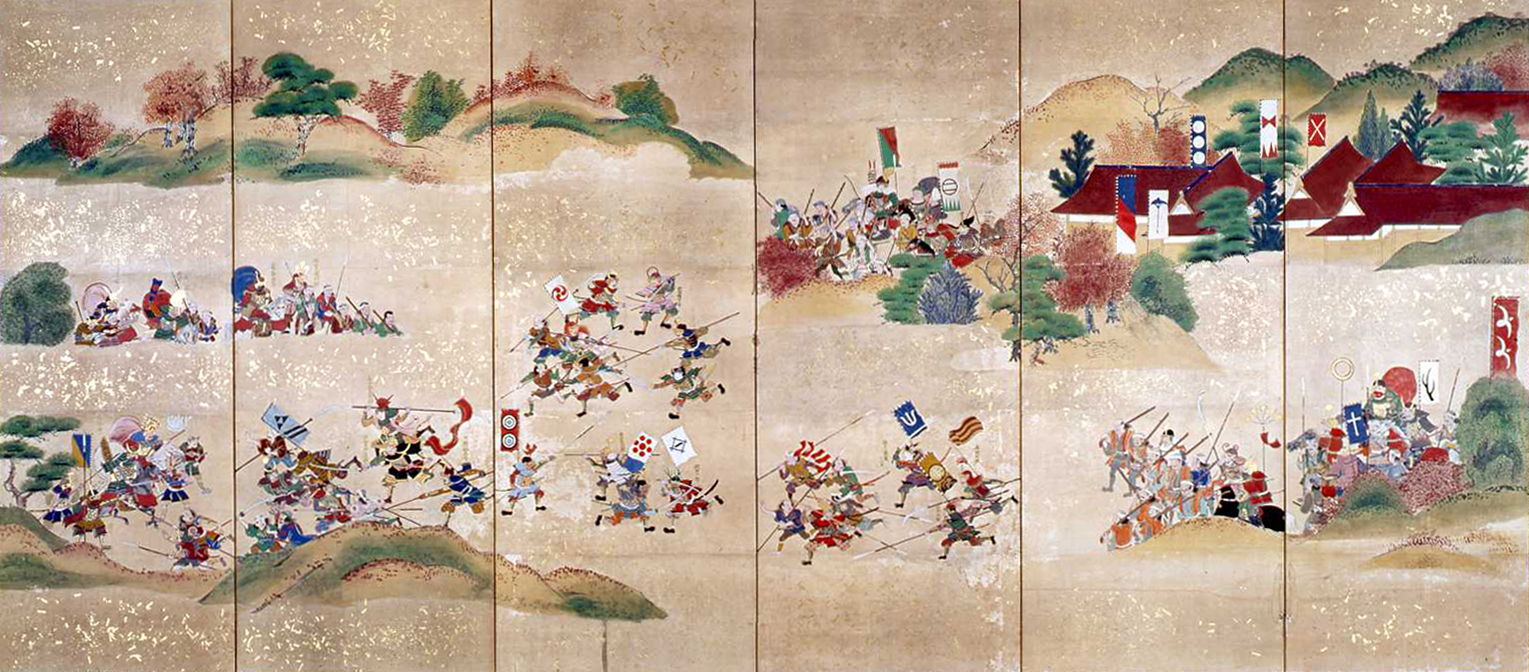
Naoe Kanetsugu assedia il castello di Hasedō
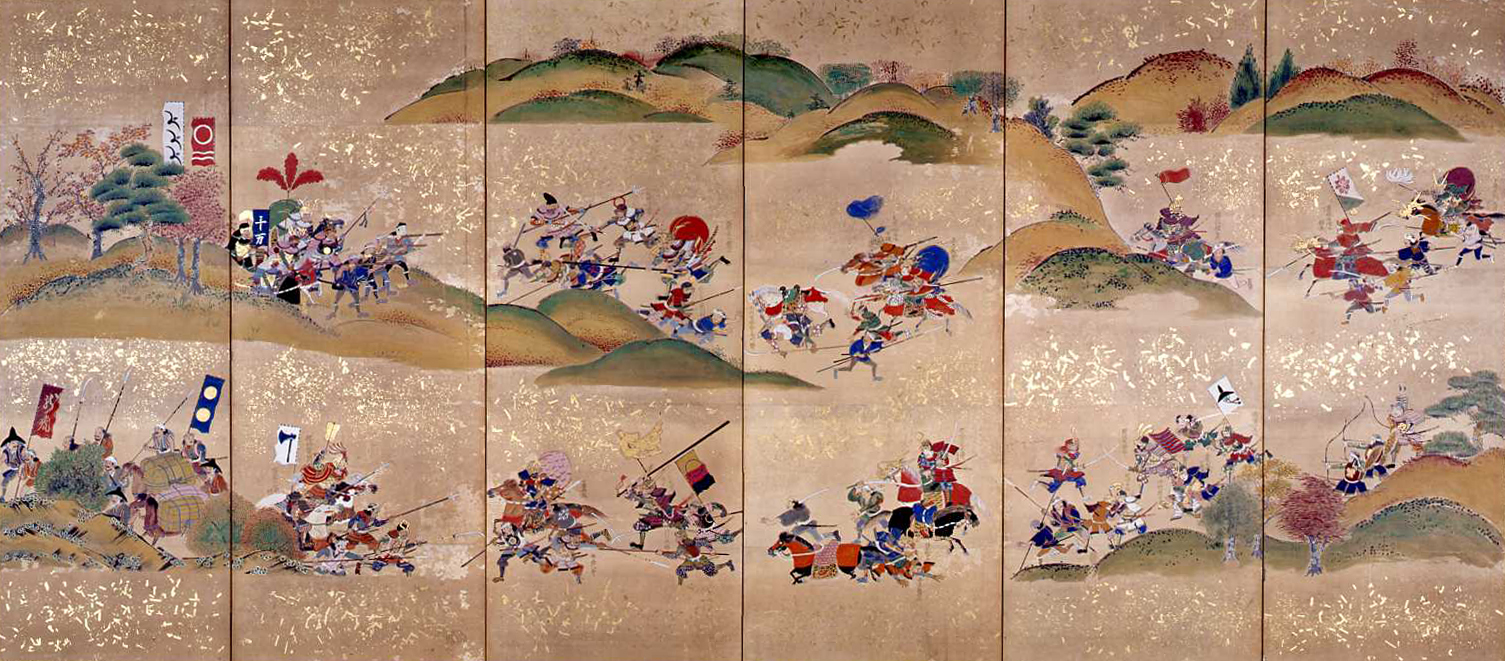
Mogami Yoshiaki insegue gli Uesugi in ritirata

## Conseguenze
Dopo la vittoria di Ieyasu a Sekigahara il distretto di Shōnai venne attaccato da Akita Sanesue e dal clan Mogami, che lo riconquistarono. I domini Uesugi vennero ridimensionati, e persero, oltre a Shōnai, anche il dominio di Aizu. Gli venne assegnato il solo dominio di Yonezawa. Aizu non fu diviso tra Mogami e Date, ma venne assegnato a Gamō Hideyuki.
Tuttavia le tensioni ai confini tra Uesugi e Date rimasero alte e sfociarono nella successiva battaglia di Matsukawa.